# Venturia pallipennis
Venturia pallipennis är en stekelart som beskrevs av Horstmann 2008. Venturia pallipennis ingår i släktet Venturia och familjen brokparasitsteklar. Inga underarter finns listade i Catalogue of Life.